# Dolina Guniowa

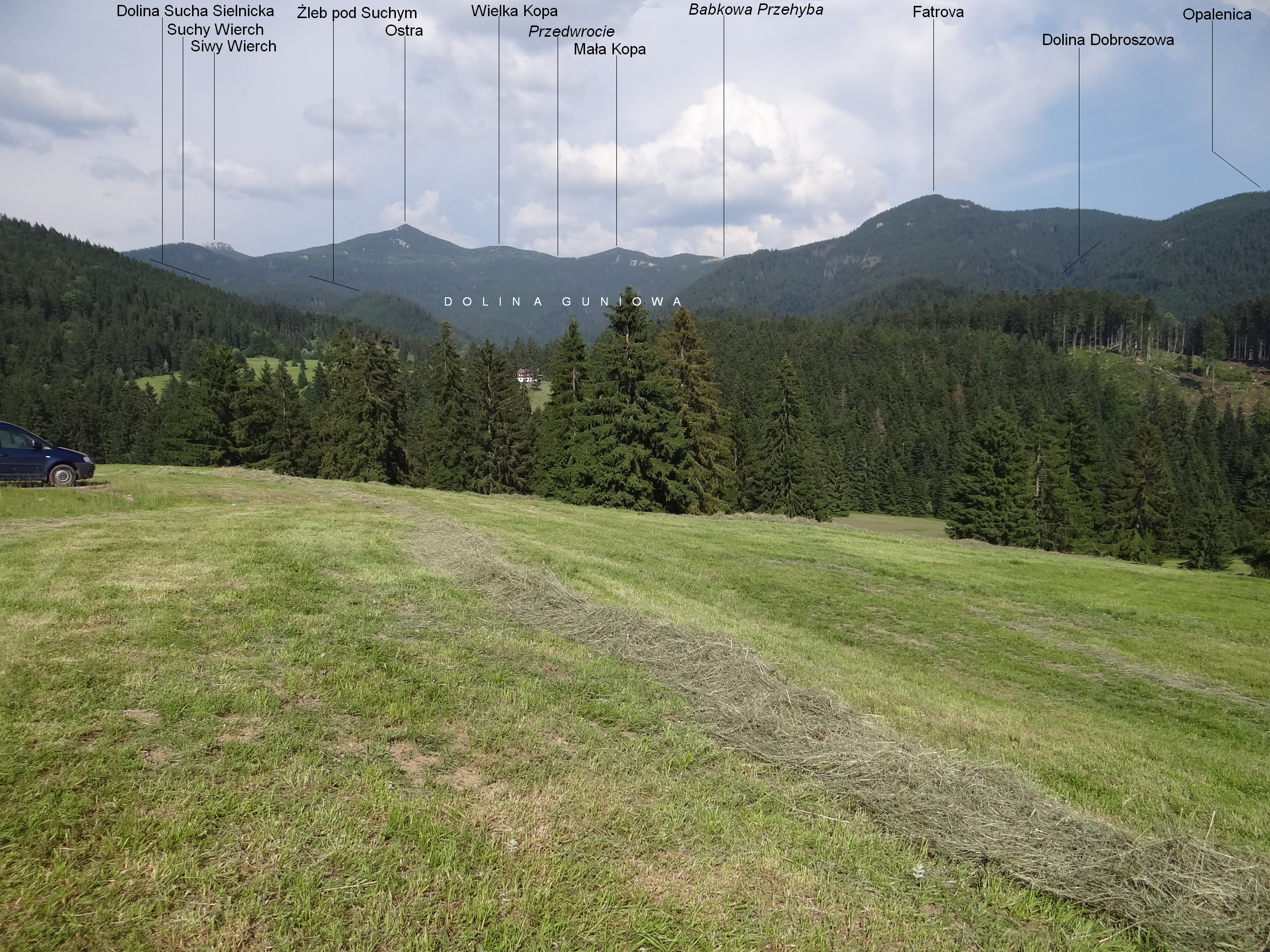
Widok na Dolinę Guniową z polany Wyżnie Łąki przy szosie Liptowskie Matiaszowce – Zuberzec

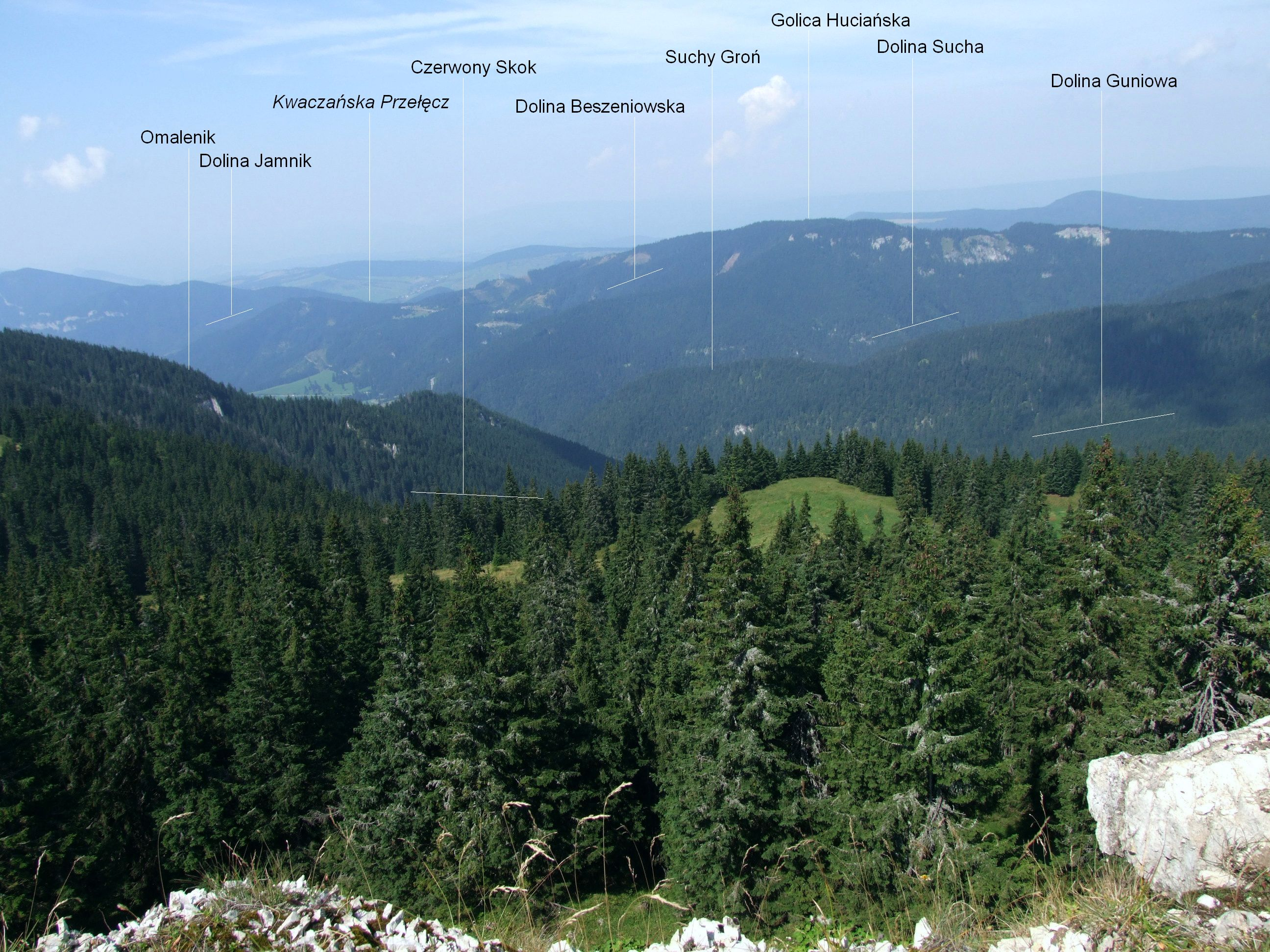
Widok z Babek na Dolinę Guniową

Dolina Guniowa (słow. Huňová dolina) – dolina w słowackich Tatrach Zachodnich. Jest największą, orograficznie lewą odnogą Doliny Suchej Sielnickiej. Odgałęzia się przy polanie Hucisko, około 2 km od wylotu Doliny Suchej i podchodzi w północno-wschodnim kierunku pod południową grań Siwego Wierchu na odcinku Ostra – Babki. W połowie swojej długości dolina wachlarzowato rozgałęzia się na trzy odnogi:
- Żleb pod Suchym, zwany też Żlebem pod Gomółką (Žľab pod Homôľkou),
- Dolinę pod Rzyźnię (Pod rizne),
- Żleb Czerwony Skok (Červenv skok)

Dolinę Guniową i wszystkie jej odnogi otaczają: południowo-wschodni grzbiet Suchego Wierchu zwany Suchym Groniem, Suchy Wierch i grzbiet łączący go poprzez Suchą Przehybę z Ostrą, grań od Ostrej po Babki, Fatrowa i jej północno-zachodni grzbiet Omalenik. Dnem doliny spływa Guniowy Potok, będący głównym dopływem Suchego Potoku. Dolina ma długość około 3 km i rozpiętość pionową od 750 do 1764 m n.p.m. (od Huciska po szczyt Ostrej).
Polska nazwa doliny jest kalką nazwy słowackiej. Nie wiadomo jednak, od czego pochodzi nazwa słowacka. Są dwie możliwości. Słowackie słowo huňa i polskie gunia oznaczają część ludowego ubioru używanego na Podhalu i na Słowacji, ale jest też słowackie nazwisko Huňa i polskie Gunia i Guńka, a wiadomo, że nazwy licznych polan i dolin tatrzańskich pochodzą od nazwisk dawnych ich właścicieli.
Rejon Doliny Guniowej zbudowany jest ze skał osadowych (wapienie i dolomity), ale w 1949 r. Augustin Gorek na wysokości 930–1400 m odkrył tutaj okno tektoniczne, w którym spod wapieni wynurzają się granity, w dużym stopniu zmylonityzowane. W czasie II wojny światowej w Dolinie Guniowej ukrywali się partyzanci. Obecnie dolina jest niemal całkowicie zalesiona, dawniej jednak było w niej więcej terenów trawiastych, na których wypasano owce i bydło. Obecnie ostała się jeszcze spora polana pod szczytem Babek. Był na niej dawniej Babkowy Stawek.
Dawniej w Dolinie Guniowej istniały ścieżki prowadzące na Suchy Wierch i Ostrą, czasami dolina była odwiedzana przez turystów. Obecnie jednak nie ma znaczenia turystycznego. Nie ma w niej żadnych szlaków turystycznych, a w 1993 r. utworzono obszar ochrony ścisłej Sucha Dolina obejmujący cały rejon doliny.